# Tinea flavofimbriella
Tinea flavofimbriella is een vlinder uit de familie echte motten (Tineidae). De wetenschappelijke naam van de soort werd als Tineola flavofimbriella in 1925 gepubliceerd door Chretien.
De soort komt voor in Europa.